# Fred Essler
Pour les articles homonymes, voir Essler.
Fred Essler, né le 13 février 1895 à Vienne (Autriche) et mort le 17 janvier 1973 à Woodland Hills (Californie), est un acteur américain, d'origine autrichienne.

## Filmographie partielle

### Au cinéma
- 1943 : Les bourreaux meurent aussi (Hangmen Also Die!) de Fritz Lang
- 1943 : Le Chant de Bernadette (The Song of Bernadette) de Henry King
- 1944 : Passage pour Marseille (Passage to Marseille) de Michael Curtiz
- 1944 : Le Masque de Dimitrios (The Mask of Dimitrios) de Jean Negulesco
- 1945 : L'Intrigante de Saratoga (Saratoga Trunk) de Sam Wood
- 1945 : La Rue rouge (Scarlet Street) de Fritz Lang
- 1948 : La Course aux maris (Every Girl Should Be Married) de Don Hartman
- 1951 : Le peuple accuse O'Hara (The People Against O'Hara) de John Sturges
- 1953 : Houdini le grand magicien (Houdini) de George Marshall
- 1955 : La Conquête de l'espace (Conquest of Space) de Byron Haskin
- 1960 : Café Europa en uniforme (G.I. Blues) de Norman Taurog
- 1964 : La Reine du Colorado (The Unsinkable Molly Brown) de Charles Walters

### À la télévision
- 1952 : Les Aventures de Superman (Adventures of Superman)  (série télévisée, 1 épisode)
- 1953 : The Lone Ranger  (série télévisée, 1 épisode)
- 1959 : Maverick  (série télévisée, 1 épisode)
- 1959 : Alfred Hitchcock présente (Alfred Hitchcock Presents)  (série télévisée, 1 épisode)
- 1960 : Peter Gunn (série télévisée, 1 épisode)
- 1960 : Perry Mason (série télévisée, 1 épisode)
- 1961 : Monsieur Ed, le cheval qui parle (Mister Ed) (série télévisée, 1 épisode)
- 1962 : Cheyenne (série télévisée, 1 épisode)
- 1962 : 77 Sunset Strip (série télévisée, 2 épisodes)